# Knifehandchop
Knifehandchop is een Canadees elektronisch muzikant uit Toronto. Zijn echte naam is Billy Pollard. Hij maakt een soort breakcoreachtige stijl met invloeden uit ragga, techno, hardcore, hiphop en electro.

## Discografie
- Bling The Noize (Irritant Records)
- Fighting Pig Learns Judo Tricks (Irritant)
- Bounty Killer Killer (Irritant/Dhyana Records)
- Taking The Soul Out Of Music (Irritant)
- Dancemix 2000 (Irritant)
- Respect To All The Haters (Tigerbeat6)
- Hooked on Ebonics (Irritant)
- TKO From Tokyo (Tigerbeat6)
- Rockstopper (Tigerbeat6)
- How I Left You (Tigerbeat6)
- Street Chic (Ad Noiseam)
- Techno-Gaiden (Tigerbeat6)
- The Triple Threat EP (Tigerbeat6)
- Dirty New York E.P. (Tigerbeat6)